# Jyri Kjäll
Jyri Kjäll, född den 13 januari 1969 i Seinäjoki, Finland, är en finsk boxare som tog OS-brons i lätt welterviktsboxning 1992 i Barcelona. 1994 övergick Kjäll till en proffskarriär, 